# Philip Hawford
Philip Hawford alias Ballard (fallecido el 11 de agosto de 1557) fue el cura parroquial de Elmley Lovett (c.1536 – 1557), Worcestershire. También el último abad de Evesham y deán de la Catedral de Worcester.

## Vida
Philip Hawford  en algún momento fue el responsable del almacén en la abadía de Evesham antes de la disolución de los monasterios. Llegó a ser el abad de Evesham por promoción (preferment). Ya en 1536 se carteaba con el secretario de EstadoThomas Cromwell, quien le garantizaría su nombramiento en un escrito de 4 de abril de 1538. Evidentemente, había sobornado a Cromwell para ser el preferido, porque en mayo de 1538 William Petre escribió a Thomas Wriothesley que "tocando el asunto del señor Cromwell, el abad dice que se pagará mañana por la mañana". Y se encuentra una entrada de 400 marcos del abad en la cuenta de Cromwell para ese mes. 
Por tanto, en 1539, fue el indigno sucesor del abad Clement Lichfield. Philip Hawford puso la abadía en manos del rey en el mismo año, 1539. Por este servicio fue recompensado con una pensión de 240 £, la parroquia de Emley Lovett y, finalmente, se convirtió en el primer Decano protestante de la catedral de Worcester, en donde se encuentra su tumba. Los ingresos de la abadía en el momento de su supresión eran, según Dugdale, de 1183 £. La demolición de los edificios comenzó casi de inmediato, y las ruinas se convirtieron, como en el caso de tantos otros conventos e iglesias, en cantera de piedra para el vecindario.